# Grzyby-Orzepy
Grzyby-Orzepy – wieś w Polsce położona w województwie podlaskim, w powiecie siemiatyckim, w gminie Siemiatycze.
| SIMC    | Nazwa  | Rodzaj    |
| ------- | ------ | --------- |
| 0039522 | Grzyby | część wsi |
| 0039539 | Orzepy | część wsi |

W latach 1975–1998 miejscowość administracyjnie należała do województwa białostockiego.
Wierni kościoła rzymskokatolickiego należą do parafii Podwyższenia Krzyża Świętego w Czartajewie.